# Station de pénitence

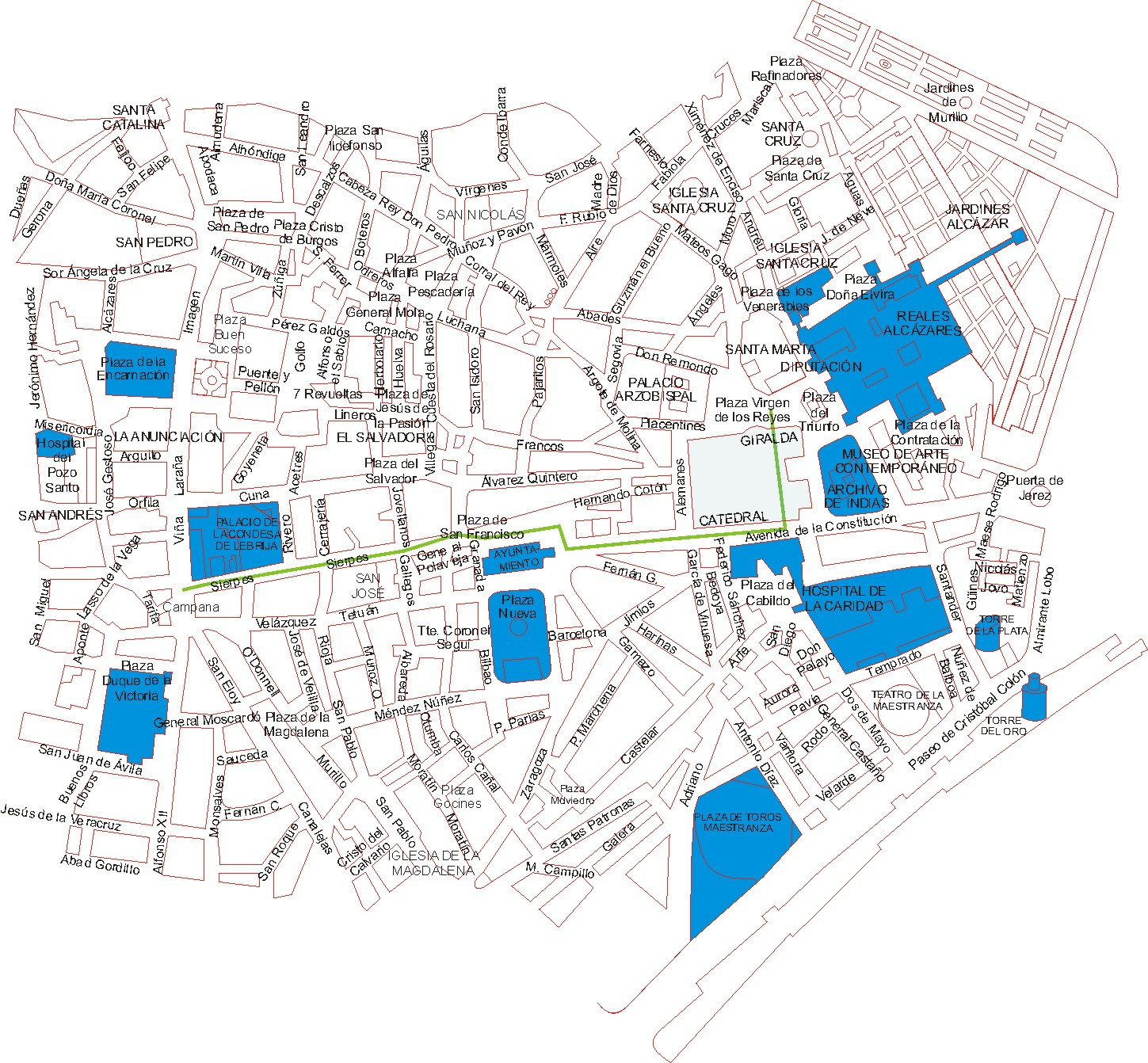
Procession officielle de la Semaine Sainte de Séville, avec Station dans la cathédrale.

La Station de pénitence est le nom qui l'on donne aux haltes que marquent  les fraternités au cours des processions de Semaine Sainte dans les rues de plusieurs cités en Espagne, notamment en Andalousie et en Catalogne.
Au cours de la procession, les confréries visitent les diverses églises qui abritent leurs sièges canoniques respectifs. Les Pasos marquent un arrêt (d'où le terme de « station ») devant celles qui abritent une confrérie. On y récite diverses prières. Les familles riches rivalisent dans la qualité des Saetas chantées en l'honneur des saints patrons. C'est l'occasion de changer les équipes de porteurs des pasos qui pèsent plusieurs centaines de kilos.
Lorsqu'il n'y a pas d'arrêt, il semble plus approprié d'utiliser seulement Procession de pénitence.

En France où les traditions des processions de la Semaine sainte sont moins prégnantes, la Station est un arrêt que l'on marque dans un chemin de croix pour y faire acte de pénitence.

## Caractéristiques
Pendant une Station de pénitence ou une procession de pénitence, les  pénitents  accompagnent des statues des saints patrons protecteurs de la fraternité.
Suivant les fraternités, ils défilent en deux ou trois files, en silence et en prière et doivent être des présents du début à la fin.
Les parcours des fraternités dans sa procession de pénitence sont réglés par un conseil, groupement de fraternités canoniques de chaque ville. Le parcours qui emprunte les rues du centre urbain en passant par l'église principale de la ville est reconnu comme Procession officielle de la Semaine sainte.

## Histoire
À L'origine (XVIe siècle) les confréries avaient l'habitude de faire marquer une station de pénitence devant un nombre symbolique d'églises (par exemple, cinq pour les Cinq plaies de Jésus-Christ ou sept par les Sept paroles de Jésus en croix) dans lesquelles ils pratiquaient l'adoration du Sanctissime Sacrement le Jeudi Saint et où ils avaient l'habitude de ramasser les aumônes que leur offraient les fidèles qui Jeudis et Vendredis Saint assistaient aux Offices Divins et pratiquaient de rites spécifiques à chaque confrérie. Dans cette période, les itinéraires  parcourus par les confréries n'étaient pas préalablement fixés ni décidés entre elles, ce qui était l'occasion de fréquents conflits quant à l'heure du passage si l'une ou l'autre se retrouvait au même endroit.
Alors, c'est pour mettre fin à ces altercations que depuis le début XVIIe siècle les autorités ecclésiastiques ont commencé à imposer parcours et stations aux confréries. À cet égard, la réglementation la plus connue est celle qui fut imposée à toutes les confrérie de Séville, par le cardinal Niño de Guevara lors du synode diocésain de 1604 : toutes les processions de auxquelles participeraient les diverses confréries de la ville, après avoir visité leurs stations de pénitences, se termineraient obligatoirement avec la dernière station à la cathédrale de Séville